# Aphonopelma
Aphonopelma Pocock, 1901 é um género de tarântulas que inclui espécies com distribuição natural restrita às Américas.

## Descrição
O género inclui a quase totalidade das espécies de tarântulas cuja área de distribuição natural se situa na América do Norte a norte do México e parte considerável das espécies da América Central e México. Apenas um pequeno número de espécies tem distribuição natural na América do Sul.
O género inclui presentemente cerca de 90 espécies validamente descritas, mas muitas estão pouco estudadas, pouco se sabendo sobre a sua biologia e ecologia. A maioria das espécies deste género é constituída por espécies de grandes dimensões que, como muitas outras espécies de tarântulas americanas, apresenta pêlos urticantes.
A taxonomia deste taxon está pouco estudada e muitas das espécies são de difícil distinção, especialmente as de coloração uniforme em negro, cinza ou castanho. As dimensões são variáveis, mas em geral são aranhas comparativamente grandes. As espécies com distribuição natural no sudoeste dos Estados Unidos tem no estado adulto uma envergadura média de 11,5 cm (incluindo as pernas),mas algumas espécies do Arizona ocasionalmente excedem os 16 cm de envergadura.
A espécie-tipo do género é Aphonopelma seemanni (F. O. P.-Cambridge, 1897), conhecida por tarântula-zebrada devido às suas pernas listadas. A espécie ficou conhecida por apresentar fieiras nas suas pernas dianteiras, mas investigação mais recente concluiu que as pretensas fieiras são órgãos quimioceptores desprovidos de qualquer relação com a produção de seda.
A maioria das espécies é dócil em cativeiro, prestando-se para a sua adopção como animais de companhia. Em cativeiro as espécies deste género alimentam-se de grilos, mas no seu habitat natural recorrem a todos os tipos de insectos de pequenas dimensões.

## Espécies
Entre outras, o género inclui as seguintes espécies:
- A. anax
- A. bicoloratum
- A. caniceps
- A. chaoana
- A. chalcodes
- A. clarum
- A. crinirufum
- A. hentzi
- A. iodius
- A. moderatum
- A. pallidum
- A. seemanni